# مقاطعة ستيفنز (مينيسوتا)
مقاطعة ستيفنز (بالإنجليزية: Stevens County)‏ هي إحدى مقاطعات ولاية مينيسوتا في الولايات المتحدة الأمريكية.